# Evorinea rufotestacea
Evorinea rufotestacea is een keversoort uit de familie spektorren (Dermestidae). De wetenschappelijke naam van de soort werd in 1952 gepubliceerd door Maurice Pic.